# ایستگاه برق آبی ساراتوف
ایستگاه برق آبی ساراتوف (به لاتین: Saratov Hydroelectric Station) یک نیروگاه برقابی و سد در روسیه است که در استان ساراتوف واقع شده‌است.